# Rockin' the Cat Club - Live from the Sunset Strip
Rockin' the Cat Club - Live from the Sunset Strip è un DVD pubblicato nel 2006 dal progetto rockabilly The Head Cat, formato da Lemmy Kilmister (Motörhead), Danny B. Harvey (Lonesome Spurs) e Slim Jim Phantom (Stray Cats) per l'etichetta Cleopatra Records.
Il DVD contiene tredici canzoni suonate dal vivo, e alcune interviste ai membri del gruppo.

## Capitoli

### Tracce
1. Good Rockin' Tonight
2. Lawdy Miss Clawdy
3. Talkin' 'Bout You
4. Something Else
5. Reelin' And Rockin'
6. Fool's Paradise
7. Bye Bye Johnny
8. Sick And Tired
9. Bad Boy
10. Matchbox
11. Back In The USA
12. Baby What You Want Me To Do
13. Blue Suede Shoes

### Contenuti speciali
1. Lemmy and Slim Jim Interview
2. Danny B. Harvey Interview
3. Photo Slide Show

## Formazione
- Lemmy Kilmister - voce, chitarra acustica, armonica a bocca
- Danny B. Harvey - basso, chitarra elettrica, tastiere
- Slim Jim Phantom - batteria, percussioni